# Liste der Bodendenkmale in Zittau
In der Liste der Bodendenkmale in Zittau sind die Bodendenkmale der Stadt Zittau und ihrer Ortsteile nach dem Stand der Auflistung von Harald Quietzsch und Heinz Jacob aus dem Jahr 1982 aufgelistet. Eventuelle Änderungen und Ergänzungen, insbesondere aus der Zeit nach der Wende, sind nicht berücksichtigt, da für Sachsen aktuell keine neueren allgemein zugänglichen Bodendenkmallisten vorliegen. Die Baudenkmale sind in der Liste der Kulturdenkmale in Zittau aufgeführt.
| Denkmal-ID | Fundart            | Ortsteil    | Bezeichnung                                    | Zeitstellung    | Lage | Bemerkungen | Bild |
| ---------- | ------------------ | ----------- | ---------------------------------------------- | --------------- | --- | --- | ---- |
| ?          | Befestigung > Burg | Hartau      | Wehranlage „Karlsfried“                        | Mittelalter     | südsüdwestlich des Orts beiderseits der Straße nach Lückendorf                                                    | Felsenburg auf zwei Sandsteinstöcken, anschließende Straßensperre durch Wallgraben, Schutz seit 18. August 1980 |      |
| ?          | besonderer Stein   | Hartau      | Gruppe von 2 Steinkreuzen                      | Spätmittelalter | südsüdwestlich des Orts, südöstlich an der Straße nach Lückendorf, am Fuß des Karlsfrieds                         | Einzeichnungen von Hieb- und Stichwaffen, Schutz seit 18. August 1970                                           |      |
| ?          | besonderer Stein   | Hirschfelde | Steinkreuz                                     | Spätmittelalter | im Ort an der östlichen äußeren Kirchhofsmauer                                                                    | Schutz seit 18. August 1970                                                                                     |      |
| ?          | besonderer Stein   | Hirschfelde | Steinkreuz                                     | Spätmittelalter | südwestlicher Ortsrand, südöstlich an der Straße nach Zittau, Hofeingang des Grundstücks Zittauer Straße 27       | Schutz seit 18. August 1970                                                                                     |      |
| ?          | Befestigung > Burg | Zittau      | Wehranlage „Burgberg“                          | undatiert       | westlich des Stadtkerns in der Aue der Mandau, nördlich des Burgteichs                                            | ursprüngliches Aussehen aufgrund von Abtragungen unklar, Schutz seit 18. August 1980                            |      |
| ?          | besonderer Stein   | Zittau      | Gruppe von 3 Steinkreuzen                      | Spätmittelalter | östliche Vorstadt, in die nordwestliche äußere Mauer der des Frauenkirchhofs eingemauert, Hammerschmiedtstraße 10 | Einzeichnungen von Hieb- und Stichwaffen, Schutz seit 18. August 1970                                           |      |
| ?          | besonderer Stein   | Zittau      | Gruppe von 2 Steinkreuzen und einem Kreuzstein | Spätmittelalter | westlicher Altstadtring, in die südwestliche und östliche Außenseite der Weberkirche eingemauert                  | Einzeichnungen von Hieb- und Stichwaffen, Schutz seit 18. August 1980                                           |      |
| ?          | besonderer Stein   | Zittau      | Steinkreuz                                     | Spätmittelalter | ostnordöstlicher Ortsrand, Westrand des Weinauparks                                                               | Schutz seit 18. August 1970                                                                                     |      |
| ?          | besonderer Stein   | Zittau      | Steinkreuz                                     | Spätmittelalter | südlich des Orts, Hospitalwald südlich des Eichgrabens, südwestlich des Waldfriedens                              | Schutz seit 18. August 1970                                                                                     |      |